# Pontinha (métro de Lisbonne)
Pontinha est une station du métro de Lisbonne sur la ligne bleue.